# Гленда Адамс
Гленда Емили Адамс (с бащино име Фелтън) е австралийска писателка, известна като носителка на наградата „Майлс Франклин“ през 1987 г. за „Танц върху корали“. Преподавателка по творческо писане, спомогнала за разработването на програми за писатели.
Творбите на Адамс са публикувани в нейните книги и сборници с разкази, в множество антологии с разкази и в журнали и списания. Нейни есета, разкази и статии са публикувани в Meanjin, The New York Times Book Review, Panorama, Quadrant, Southerly, Westerly, The Sydney Morning Herald, The Observer и The Village Voice.

## Биография
Гленда Емили Фелтън е родена 30 декември 1939 г. в Райд, Нов Южен Уелс, предградие на Сидни, и е второто дете в семайството. Тя посещава основното училище „Форт Стрийт“ в продължение на две години, след което учи в гимназия за момичета в Сидни, преди да отиде в Университета в Сидни, където завършва индонезийски език с отличие.
Братовчедка е на австралийския министър-председател Джон Хауърд, но има противоположни политически възгледи и иска да стане политически журналист. Премества се в Ню Йорк, когато печели стипендия да учи във Висшето училище по журналистика на Колумбийския университет,, и завършва през 1965 г. През това време тя се запознава с Гордън Адамс, политолог в Колумбия. Женят се през 1967 г. и имат дъщеря на име Кейтлин, преди развода си.
Работи като преподавател в редица висши учебни заведения, включително в Колумбийския университет и колежa „Сара Лорънс“, преди да се завърне в Австралия и в Технологичния университет в Сидни. Преподава по предметите „Умения за писане“ и „Творческо писане“. Помага за разработването на магистърската програма за писане на художествена литература в университета, която се превръща в модел за следдипломни програми по писане в цяла Австралия. До края на живота си пътува редовно от Ню Йорк до Сидни, за да се вижда с дъщеря си и да преподава в Колумбийския университет. Гленда Адамс умира на 11 юли 2007 г. в Сидни след битка с рак на яйчниците и вторични мозъчни тумори. Погребението ѝ се състои на 18 юли. Наградена е посмъртно с медал на Австралийското общество на авторите, който се връчва през година.

## Кариера в литературата
Адамс започва да пише на 10-годишна възраст, насърчавана на майка си.
Докато е в Колумбийския университет, тя се присъединява към работилница за художествена литература и започва да пише, използвайки истинското си име, като преди това е използвала мъжко име, за да не разберат приятелите ѝ, че пише художествена литература. Нейни разкази са публикувани в списания като Ms., The Village Voice и Harper's .
След 16 години отсъствие, тя се завръща в Австралия и става писател-резидент в Университета на Западна Австралия, Университета на Аделаида и Университета Макуори. Сред нейните литературни приятели са австралийците Робърт Дрю и Кейт Гренвил (които тя ръководи като аспирант в Технологичния университет в Сидни) и американката Грейс Пейли.
През 1987 г. вторият ѝ роман Dancing on Coral печели наградата „Майлс Франклин“ и Литературната награда на премиера на Нов Южен Уелс, но правилото за жителство става причина за отказа да ѝ се връчи втората награда. Вместо това парите от наградата са използвани за стипендия на млад писател, а тя е компенсирана със специална награда (която не е парична). Третият ѝ роман, Longleg, публикуван през 1990 г., също е носител на награда. Четвъртият ѝ роман, The Tempest of Clemenza, е публикуван в Австралия и Съединените щати през 1996 г., а през 1998 г. нейната пиеса, The Monkey Trap е представена в Griffin Theatre в Сидни.

## Награди
- Съвместен носител на Награда Банджо за белетристика на Националния съвет за книгата, за Longleg (1991)
- Наградата на The Age Book of the Year за писане по въображение за Longleg (1990)
- Награда „Майлс Франклин“ за Танц върху корал (1987)
- Литературни награди на Премиера на Нов Южен Уелс, Специална награда за Танц върху корали.(1987)
- Медал на ASA (2007)

### Романи
- Игрите на силните (1982)
- Танц върху корали (1987)
- Кокили (1990)
- Бурята на Клеменза (1996)

### Сборници с разкази
- Лъжи и измислици (1976)
- Най-горещата нощ на века (1979) [6]

### Пиеси
- Гордост (1993) [7]
- Гневът (1993)
- Капанът за маймуни по поръчка на Griffin Theatre, Сидни (1998)